# 돌리네

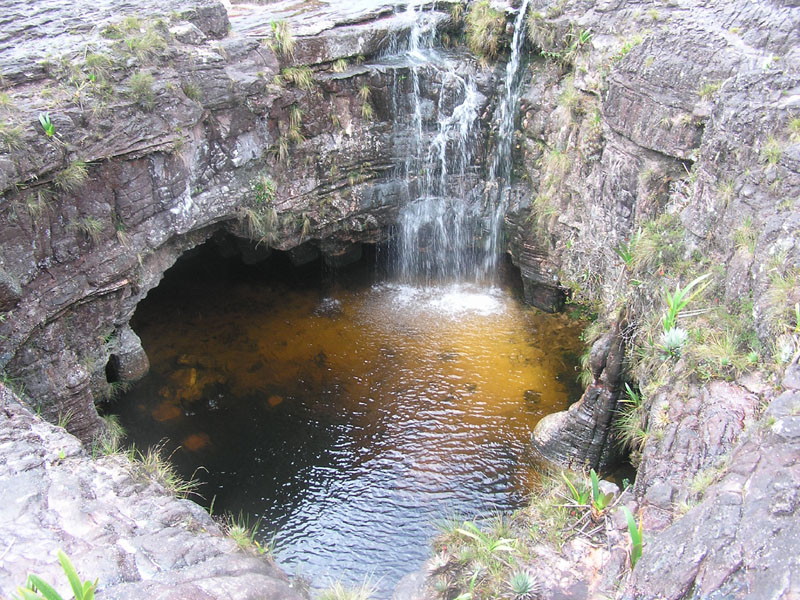

돌리네(독일어: doline), 용식함지(溶蝕陷地), 땅꺼짐은 표면층이 붕괴해 땅이 꺼진다. 일부는 카르스트 지형의 탄산염암의 화학적 용해 또는 지하 침윤 과정으로 발생한다. 돌리네 크기는 직경과 깊이 모두 1 m에서 600 m 정도까지 다양하고, 그 형태도 흙으로 된 그릇 모양에서 기반암의 골까지 다양하다. 돌리네는 서서히 형성하기도 하며 갑자기 나타나기도 하여, 전세계적으로 발견된다.
돌리네는 카르스트 지형에서 석회암 용식 작용으로 생성된다. 돌리네에 내린 빗물은 싱크홀이라고 불리는 배수구로 땅속에 스며든다. 돌리네 지하에는 빗물을 저장하는 빈 공간이 존재하여 물이 잘 빠진다. 석회암은 용식 작용으로 탄산 칼슘이 빠져나가고 석영 성분의 실트와 점토, 모래, 산화철, 알루미늄의 산화물 등 물에 녹지 않는 성분들이 남아 붉은 색의 테라로사를 형성한다. 돌리네 주변에는 테라로사가 쌓여 싱크홀을 관찰하지 못하지만, 배수구 주변이 젖어있어 싱크홀 존재를 추측한다.
석회암 지대에서 주성분인 탄산칼슘이 물에 녹으면서 깔때기 모양으로 패인 웅덩이를 형성하기도 한다. 이러한 와지 안에서 경작 가능한 토양이 발달할 정도 크기를 돌리네라고 한다. 돌리네의 저면에는 테라로사라고 부르는 토양이 발달한 지역이 있어, 경작지로 이용한다. 또 돌리네와 돌리네를 연결하며 좁고 긴 와지를 이루는 경우를 우발레라고 한다.

## 같이 보기
- 땅꺼짐
- 블루홀
- 카르스트 지형
- 팟홀
- 동공(洞空)
- 문경 굴봉산 돌리네습지